# Let’s Go (Pony)
Let’s Go (Pony) — изданная в 1962 году песня американской инструментальной группы The Routers. Её заразительный отбиваемый хлопками ладоней ритм «хлоп хлоп хлоп-хлоп-хлоп хлоп-хлоп-хлоп-хлоп Let’s Go!» стал любимой кричалкой болельщиков, прежде всего чирлидеров и футбольных фанатов, по всему миру.

## Предыстория
Хотя авторами песни указаны певец Лэнни Дункан и его брат Роберт Дункан, Лэнни ранее записал оригинальную демозапись песни в 1961 году в составе группы Starlighters, с участием Тони Валентино на гитаре и Джоди Рича на басу. Демозапись была создана в Глендейле, штат Калифорния при участии звукоинженера Эдди Брэкетта.

## Отзывы и влияние
Песня достигла 19-й позиции в чарте Billboard Hot 100,. 27-й — в чарте Cashbox и 32-й в UK Singles Chart.
Кавер-версия была создана группой The Ventures в 1963 году под названием «Let’s Go».
Характерный ритмический рисунок хлопков обрёл популярность в чирлидинге и как футбольная кричалка во всем мире, в России часто ассоциирующаяся с футбольным клубом «Спартак». Ритм был позже использован в спродюсированной Брайаном Ино в 1977 году арт-рок-песне «The Mongoloid» американской группы Devo. В 1982 году ритм был использован в чирлидерской песне Тони Бэзил «Mickey» как основа припева «Oh Mickey, you’re so fine…».